# Passiflora vitifolia

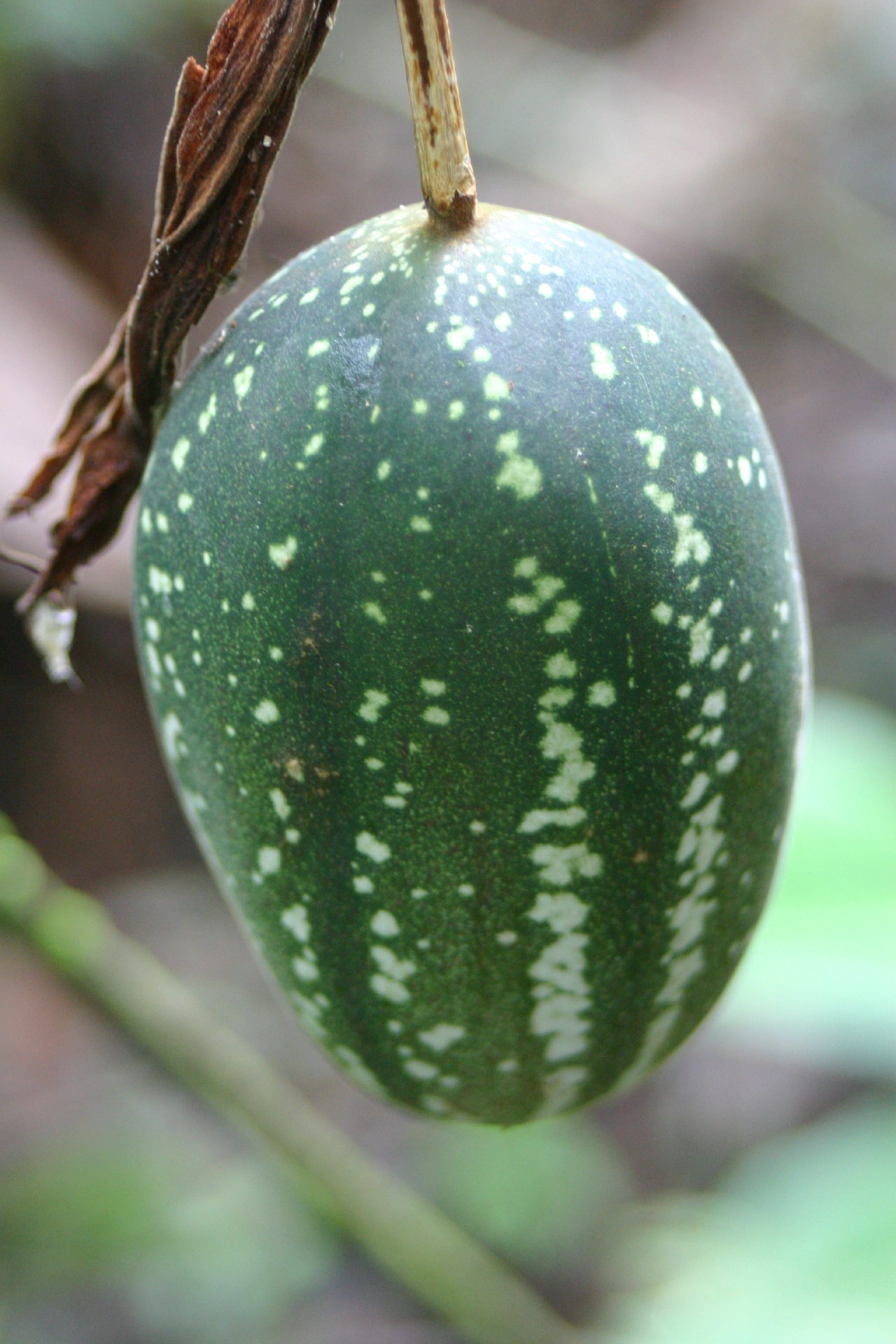
Niedojrzały owoc

Passiflora vitifolia Kunth – gatunek rośliny z rodziny męczennicowatych (Passifloraceae Juss. ex Kunth in Humb.). Występuje naturalnie w Nikaragui, Kostaryce, Panamie, Kolumbii, Wenezueli, Ekwadorze oraz Peru. 

## Morfologia
PokrójZdrewniałe, trwałe, owłosione liany.
LiściePotrójnie klapowane, prawie sercowate. Mają 2,8–18 cm długości oraz 2–16 cm szerokości. Ząbkowane, z ostrym wierzchołkiem. Ogonek liściowy jest owłosiony i ma długość 8–63 mm. Przylistki są liniowe o długości 4–9 mm.
KwiatyPojedyncze. Działki kielicha są podłużnie lancetowate, pomarańczowoczerwone, mają 5,5-8,5 cm długości. Płatki są podłużnie lancetowate, pomarańczowoczerwone, mają 4,5-7,8 cm długości.
OwoceMają jajowaty kształt. Mają 6,5–6,8 cm długości i 5,8–6 cm średnicy.

## Zastosowanie
Ma zastosowanie komercyjne jako roślina ozdobna.